# George Lyttelton, 1:e baron Lyttelton
George Lyttelton, 1:e baron Lyttelton, född den 17 januari 1709, död den 22 augusti 1773, var en brittisk politiker. Han var farfars bror till George Lyttelton, 4:e baron Lyttelton. 
Lyttelton var 1735-1756 medlem av underhuset och tillhörde där det inflytelserika släktkotteri (av familjerna Grenville, Temple, Pitt och Lyttelton), som först kallades The cobhamites (efter Richard Temple, lord Cobham), sedan The Grenville cousins. Han var 1744-1754 en av skattkammarlorderna och november 1755-november 1756 skattkammarkansler, ärvde 1751 baronetvärdighet och upphöjdes 1756 till baron Lyttelton av Frankley. Lyttelton var litterär mecenat och beskyddare av Alexander Pope, JamesThomson och Henry Fielding samt vann själv ett aktat namn som skriftställare, särskilt genom Dialogues of the dead (1760; 4:e upplagan 1765) och det vidlyftiga historiska arbetet History of the life of Henry the second (1767-71). Hans Works utgavs 1774 av systersonen George Edward Ayscough (ny upplaga, 3 band, 1776), Memoirs and correspondence of lord Lyttelton av Robert Phillimore (2 band, 1845).